# Красноармійське (Байтерецький район)
Красноармі́йське (каз. Красноармейское) — село у складі Байтерецького району Західноказахстанської області Казахстану. Входить до складу Январцевського сільського округу.
Населення — 427 осіб (2021; 554 у 2009, 742 у 1999, 783 у 1989).